# 密鳃鱼

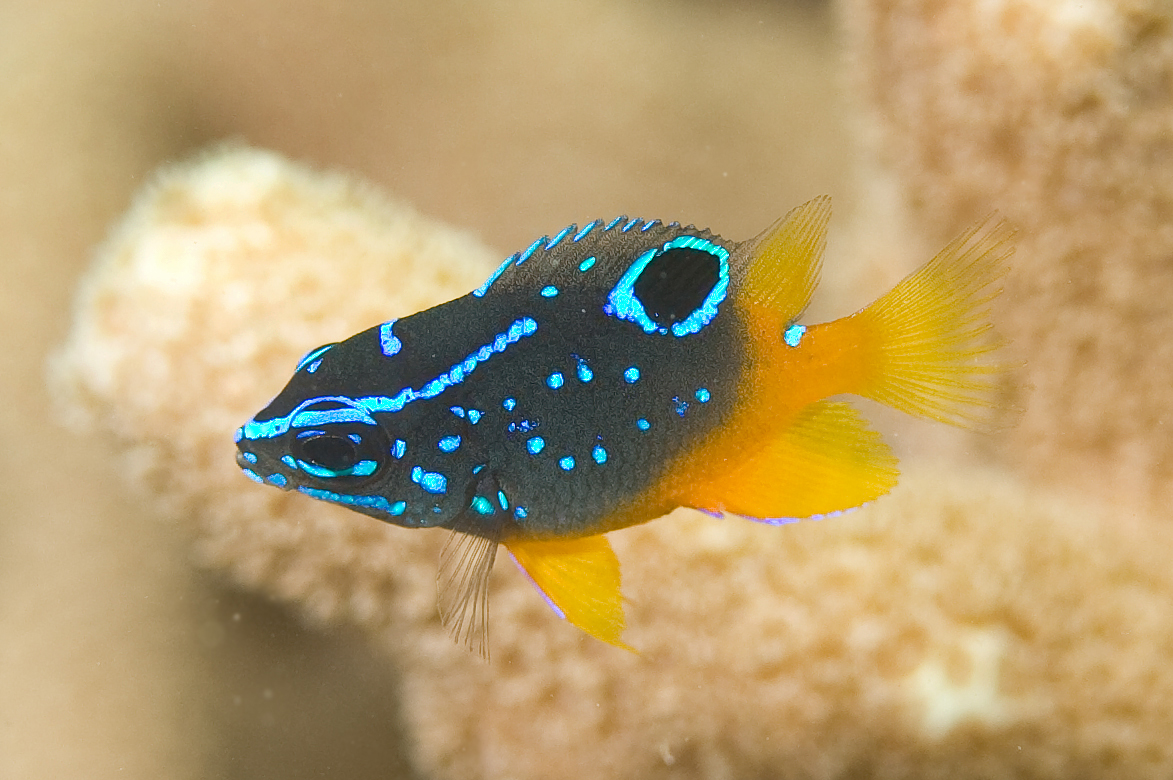
幼魚

密鳃鱼（学名：Hemiglyphidodon plagiometopon），又名密鰓雀鯛，为輻鰭魚綱雀鲷科密鳃鱼属的鱼类。分布于印度西太平洋，從泰國經印度尼西亞、菲律賓和帝汶海，南至澳大利亞，北至中國，東至所羅門群島海域，深度1至20公尺，本魚體呈橢圓形而側扁，吻稍長而略尖，口小，體被櫛鱗，成魚通常有淺黃褐色的頭部，魚的顏色向尾部逐漸變深，鰓蓋上有粉紅色的斑紋，幼魚的頭部和身體附近呈深藍色到棕色，尾部和底部呈黃色，背鰭上有一個大的虹彩藍色眼斑，身體上靠近頭部的地方有藍色條紋和斑點，背鰭硬棘13枚、背鰭軟條14-15枚、臀鰭硬棘2枚、臀鰭軟條14-15枚，體長可達18公分，棲息在珊瑚礁及潟湖，具有領域性，以藻類及小型無脊椎動物為食，繁殖期時成對出現，雄魚會守護卵直到孵化，可做為食用魚及觀賞魚。